# Sergueï Freymann
Sergueï Nikolaïevitch Freïman ou von Freymann est un joueur d'échecs russe puis soviétique né le  25 avril 1882 (7 mai dans le calendrier grégorien) à Vladivostok et mort en 1946 à Tachkent en Ouzbékistan. Il fut deuxième du championnat d'URSS 1929.

## Biographie
Freïman fut un des meilleurs joueurs de Saint-Pétersbourg avant la Première Guerre mondiale et participa au tournoi international de Saint-Pétersbourg en 1909 (il finit avant-dernier du tournoi). Après la Grande Guerre, il s'installa à Tachkent et participa  au championnat d'URSS d'échecs en 1924, 1925, 1927, 1929, 1933 et 1934-1935. En 1929, il finit deuxième de la finale à trois remportée par Boris Verlinski. En 1927, il remporta, hors concours, le championnat de la république du Turkmenistan. Dans les années 1930, il gagna le championnat d'Ouzbékistan à quatre reprises : en 1932, 1934, 1935 et 1937.